# Tilmann Bechert
Tilmann Bechert (Berlim, 24 de janeiro de 1939) é um arqueólogo provincial romano e historiador alemão. 
Tilmann Bechert estudou história e arqueologia das províncias romanas na Universidade de Heidelberg. Obteve um doutorado na Universidade de Frankfurt em 1968. 

## Publicações selecionadas
- Römische Fibeln des 1. und 2. nachchristlichen Jahrhunderts. Duisburg & Rheinhausen 1973, (Funde aus Asciburgium, 1)
- Asciburgium - Ausgrabungen in einem römischen Kastell am Niederrhein. Braun, Duisburg 1974, (Duisburger Forschungen, Vol. 20), ISBN 3-87096-032-9
- Steindenkmäler und Gefäßinschriften. Duisburg 1976, (Funde aus Asciburgium, 4)
- Zur Terminologie provinzialrömischer Brandgräber. Archäologisches Korrespondenzblatt, 10/1980, Verlag des Römisch-Germanischen Zentralmuseums, Mainz 1980, ISSN 0342-734X, p. 253ff.
- Römisches Germanien zwischen Rhein und Maas: Zwischen Rhein und Maas. Hirmer, München 1982, ISBN 3-7774-3440-X
- com Michel Vanderhoeven: Töpferstempel aus Südgallien. Niederrheinisches Museum, Duisburg 1988, (Funde aus Asciburgium, 9)
- Die Römer in Asciburgium. Braun, Duisburg 1989, (Duisburger Forschungen, Vol. 36), ISBN 3-87096-047-7
- mit Gernot Tromnau: Duisburg und der untere Niederrhein zwischen Krefeld, Essen, Bottrop und Xanten. Theiss, Stuttgart 1990, ISBN 3-8062-0847-6
- Zweitausend Jahre Asciburgium. Die Geschichte der römischen Kastelle auf dem „Burgfeld“ in Moers-Asberg. Gronenberg, Gummersbach 1992, ISBN 3-88265-179-2
- com Willem J. H. Willems: Die römische Reichsgrenze von der Mosel bis zur Nordseeküste. Theiss, Stuttgart 1995, ISBN 3-8062-1189-2
- Die Provinzen des römischen Reiches: Einführung und Überblick. Zabern, Mainz 1999, ISBN 3-8053-2399-9
- Asciburgium und Dispargum. Das Ruhrmündungsgebiet zwischen Spätantike und Frühmittelalter. In: Thomas Grünewald und Sandra Seibel (Eds.): Kontinuität und Diskontinuität. Germania inferior am Beginn und am Ende der römischen Herrschaft. (Reallexikon der Germanischen Altertumskunde, Ergänzungsband 35). de Gruyter, Berlim/Nova Iorque 2003, ISBN 3-11-017688-2, p. 1–11
- Römische Archäologie in Deutschland: Geschichte, Denkmäler, Museen. Reclam, Stuttgart 2003, ISBN 3-15-010516-1
- Germania Inferior. Eine Provinz an der Nordgrenze des Römischen Reiches. Zabern, Mainz 2007, ISBN 3-8053-2400-6